# Manuel Galera
Galera  Magdelano est un nom espagnol. Le premier nom de famille, en général paternel, est Galera ; le second, en général maternel, souvent omis, est Magdelano.
Manuel Galera Magdelano, né le 3 décembre 1943 à Armilla et mort le 14 février 1972 à Puerto el Mojon, est un ancien coureur cycliste espagnol. Il est mort accidentellement sur le Tour d'Andalousie en 1972. Une compétition a été organisée en son hommage : le Mémorial Manuel Galera.
Il était le frère cadet de Joaquim Galera, également cycliste professionnel.

## Palmarès
- 1964
  - 3e de la Subida a Urkiola
- 1965
  - 2e du Tour de Grenade
- 1968
  - 11e et 17e étapes du Tour de Colombie
  - 1re et 3e étapes du Tour de Grenade
  - Tour du Guatemala :
    - Classement général
    - 1re étape

  - 3e du Tour des vallées minières
- 1969
  - 10e et 13e étapes du Tour de Colombie
- 1970
  - 2e du Tour de Majorque
  - 2e du Trophée Luis Puig
- 1971
  - 5e du Tour d'Espagne

## Résultats sur les grands tours

### Tour de France
1 participation
- 1969 : 47e

### Tour d'Espagne
2 participations
- 1970 : 50e
- 1971 : 5e

### Tour d'Italie
2 participations
- 1968 : 15e
- 1970 : abandon